# Julio Santa Cruz
Julio Santa Cruz Cantero est un footballeur paraguayen né le 12 mai 1990 à Asuncion. Il a un grand frère plus connu que lui, Roque qui jouait dans le même club que lui, Blackburn avant qu'il signe à Manchester City. Son contrat à Blackburn expire, donc il décide de retourner au Paraguay. Il joue au Club Olimpia.

## Carrière
- 2006-2008: Cerro Porteño ( Paraguay), 0 matchs, 0 but.
- 2008-2012 : Blackburn Rovers ( Angleterre) 2 matchs, 0 but[1].